# Ashlee Simpson

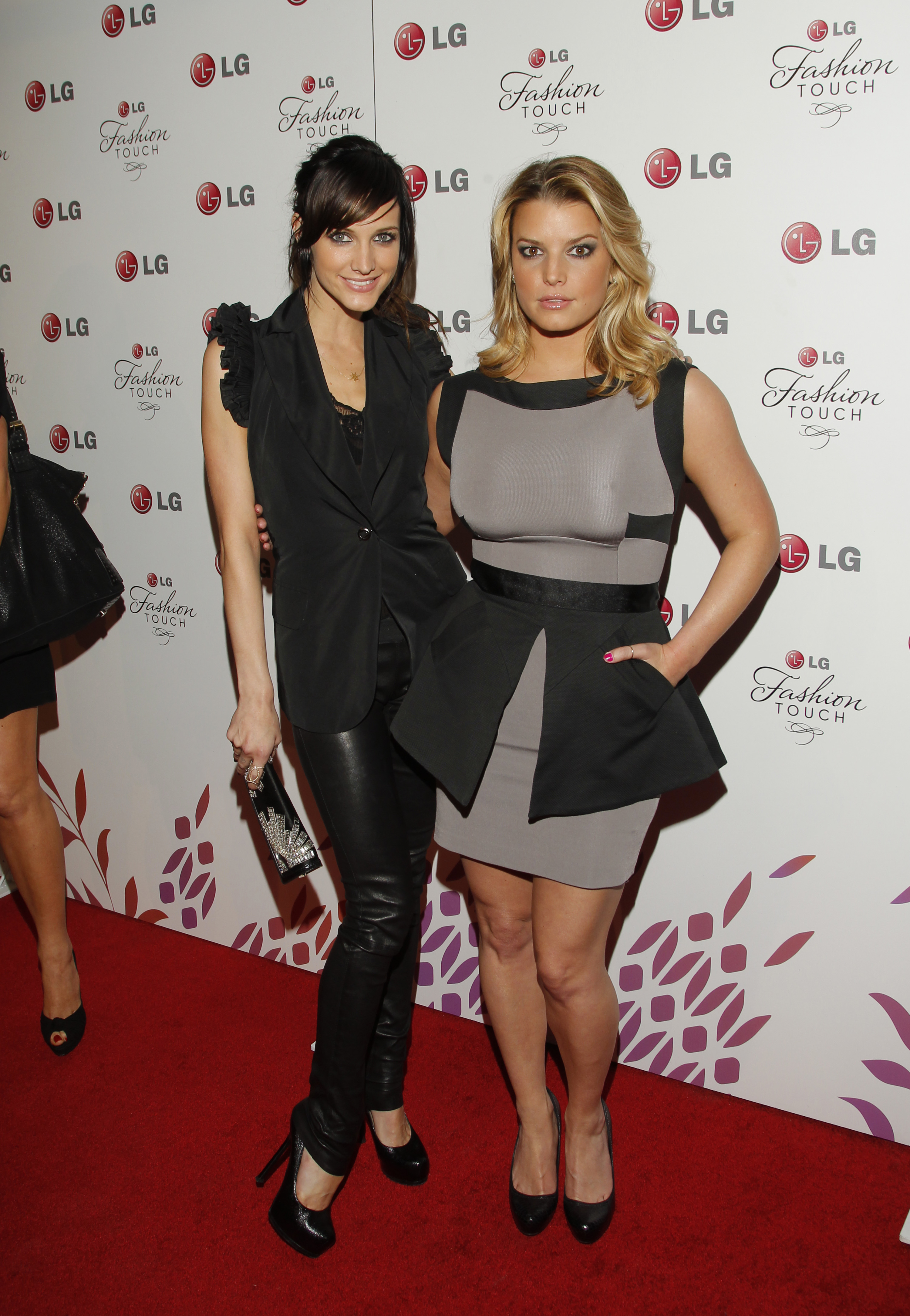
Ashlee Simpson alături de sora sa, Jessica

Ashlee Nicole Simpson (n. 3 octombrie 1984, Waco, Texas, SUA) este o cantautoare și actriță americană. Este sora mai mică a cântăreței Jessica Simpson.

## Filmografie
| An   | Titlu                                        | Rol       | Note                                                                              |
| ---- | -------------------------------------------- | --------- | --------------------------------------------------------------------------------- |
| 2002 | The Hot Chick                                | Monique   |                                                                                   |
| 2005 | Undiscovered                                 | Clea      | Nominalizare la Zmeura de Aur pentru cea mai proastă actriță într-un rol secundar |
| 2006 | The Kelly Slater Celebrity Surf Invitational | Ea însăși | Film TV                                                                           |
| 2013 | Pawn Shop Chronicles                         | Theresa   |                                                                                   |

| An        | Titlu                       | Rol                       | Note                                                                                                 |
| --------- | --------------------------- | ------------------------- | --- |
| 2001      | Malcolm in the Middle       | High School Girl          | Episodul "Reese Cooks"                                                                               |
| 2002–2004 | 7th Heaven                  | Cecilia Smith             | 40 episoade                                                                                          |
| 2003–2005 | Newlyweds: Nick and Jessica | Ea însăși                 | 5 episoade                                                                                           |
| 2004–2005 | The Ashlee Simpson Show     | Ea însăși                 | Reality show                                                                                         |
| 2004–05   | Saturday Night Live         | Ea însăși / Musical Guest | "Jude Law/Ashlee Simpson" (season 30, episodul 3) "Jon Heder/Ashlee Simpson" (season 31, episodul 2) |
| 2005      | Punk'd                      | Ea însăși                 | Episodul "Ashlee Simpson"                                                                            |
| 2009      | CSI: NY                     | Lila Wickfield            | Episodul "Point of No Return"                                                                        |
| 2009–2010 | Melrose Place               | Violet Foster             | |
| 2011      | America's Next Top Model    | Ea însăși                 | Sezonul 17, episodul 2                                                                               |

| An   | Titlu   | Rol        | Note           |
| ---- | ------- | ---------- | -------------- |
| 2006 | Chicago | Roxie Hart | West End       |
| 2009 | Chicago | Roxie Hart | Broadway       |
| 2013 | Chicago | Roxie Hart | Hollywood Bowl |

## Discografie
Albume de studio
- Autobiography (2004)
- I Am Me (2005)
- Bittersweet World (2008)